# Shean Garlito y Romo
Shean Garlito y Romo (19 februari 1994) is een Belgisch voetballer die sinds 2020 uitkomt voor FC Differdange 03. Garlito is een middenvelder.

## Carrière
Garlito is een jeugdproduct van AFC Tubize. In januari 2020 maakte Garlito de overstap naar RWDM. Na amper een half seizoen, waarin hij zeven officiële wedstrijden speelde, verliet Garlito met wederzijds akkoord de club om zijn carrière verder te zetten bij FC Differdange 03.

## Clubstatistieken
| Seizoen         | Club              | Land               | Competitie             | Competitie | Competitie | Beker | Beker | Supercup | Supercup | Europees | Europees | Totaal | Totaal |
| Seizoen         | Club              | Land               | Competitie             | Wed.       | Dlp.       | Wed.  | Dlp.  | Wed.     | Dlp.     | Wed.     | Dlp.     | Wed.   | Dlp.   |
| --------------- | ----------------- | ------------------ | ---------------------- | ---------- | ---------- | ----- | ----- | -------- | -------- | -------- | -------- | ------ | ------ |
| 2019/20         | AFC Tubize        | Vlag van België    | Eerste klasse amateurs | 14         | 3          | 2     | 0     | —        | —        | —        | —        | 14     | 3      |
| 2019/20         | RWDM              | Vlag van België    | Eerste klasse amateurs | 7          | 1          | 0     | 0     | —        | —        | —        | —        | 7      | 1      |
| 2020/21         | FC Differdange 03 | Vlag van Luxemburg | Nationaldivisioun      | 5          | 0          | 0     | 0     | —        | —        | 1        | 0        | 6      | 0      |
| Carrière totaal | Carrière totaal   | Carrière totaal    | Carrière totaal        | 26         | 4          | 2     | 0     | 0        | 0        | 1        | 0        | 29     | 4      |

Bijgewerkt op 12 oktober 2020.
1 Lathouwers ·
3 Halilou ·
4 Doudaev ·
5 De Sart ·
6 Halifa ·
7 Montes ·
8 Abe ·
9 Parzyszek ·
10 Robail ·
11 Ziani ·
15 Laâziri ·
17 Barry ·
20 Poku ·
21 Marsoni ·
22 Soelle Soelle ·
23 Del Piage ·
26 Kestens ·
28 Hubert ·
29 Maurer ·
30 Baghli ·
31 Dodeigne ·
43 Sousa ·
49 Sapata ·
51 Preijs ·
53 Messad-Kouchiche ·
60 Awudu ·
70 Nkurunziza ·
77 Biron ·
83 Lemmens ·
84 El Arouch ·
99 Benjdida ·
Coach: Ferrera
· Assistent-coach: Baherlé
· Assistent-coach: De Camargo